# Diego Oyarzún
Diego Alejandro Oyarzún Carrasco (Santiago, 19 gennaio 1993) è un calciatore cileno, difensore dell'Everton.
Suo nonno era l'allenatore Nelson Oyarzún.